# Борисово (Сергиево-Посадский район)
Борисово — деревня в Сергиево-Посадском районе Московской области России, входит в состав городского поселения Богородское.

## Население
| 1835 | 1850 | 1857 | 1859 | 1895 | 1905 | 1926 | 2002 |
| ---- | ---- | ---- | ---- | ---- | ---- | ---- | ---- |
| 84   | ↗88  | ↗98  | ↗112 | ↗117 | ↗119 | ↗139 | ↘3   |
| 2006 | 2010 |      |      |      |      |      |      |
| ↘0   | ↗9   |      |      |      |      |      |      |

## География
Деревня Борисово расположена на севере Московской области, в восточной части Сергиево-Посадского района, примерно в 75 км к северу от Московской кольцевой автодороги и 23 км к северу от станции Сергиев Посад Ярославского направления Московской железной дороги.
В 8 км восточнее деревни проходит Ярославское шоссе М8, в 15 км к югу — Московское большое кольцо А108, в 36 км к западу — автодорога Р112. Ближайшие населённые пункты — село Титовское, деревни Несвитаево, Сметьёво и Фёдоровское.

## История
В «Списке населённых мест» 1862 года — владельческая деревня 2-го стана Александровского уезда Владимирской губернии по левую сторону Никольского просёлочного тракта от Никольского перевоза через реку Дубну в город Александров, в 38 верстах от уездного города и 12 верстах от становой квартиры, при прудах, с 17 дворами и 112 жителями (50 мужчин, 62 женщины).
По данным на 1895 год — деревня Рогачёвской волости Александровского уезда с 117 жителями (55 мужчин, 62 женщины). Основным промыслом населения являлось хлебопашество, в зимнее время женщины и подростки занимались размоткой шёлка и клеением гильз, 32 человека уезжали в качестве фабричных рабочих и трактирной прислуги на отхожий промысел в Москву.
По материалам Всесоюзной переписи населения 1926 года — деревня Титовского сельсовета Рогачёвской волости Сергиевского уезда Московской губернии в 8,5 км от Ярославского шоссе и 11,7 км от станции Бужаниново Северной железной дороги; проживало 139 человек (61 мужчина, 78 женщин), насчитывалось 31 хозяйство (30 крестьянских).
С 1929 года — населённый пункт Московской области в составе:
- Выпуковского сельсовета Сергиевского района (1929—1930)[13],
- Выпуковского сельсовета Загорского района (1930—1963, 1965—1984)[14][15][16],
- Выпуковского сельсовета Мытищинского укрупнённого сельского района (1963—1965)[14],
- рабочего посёлка Богородское Загорского района, административное подчинение (1984—1991)[15],
- рабочего посёлка Богородское Сергиево-Посадского района, административное подчинение (1991—2006)[15],
- городского поселения Богородское Сергиево-Посадского района (2006 — н. в.)[17].